# حصار تستر

وقع حصار تستر في الفترة من 641 إلى 642 بين الإمبراطورية الساسانية والمسلمين العرب من الخلافة الراشدة  وكان جزءًا من الفتح الإسلامي لفارس. كانت تستر معقلًا قويًا قديمًا في خوزستان، وقد هاجمها المسلمين بقيادة أبو موسى الأشعري. وعلى الرغم من أن المدينة تمكنت من مقاومة المسلمين، إلا أن الساسانيين واجهوا الهجر فيما بعد، واستولى المسلمين على المدينة وأسروا قائدها هرمزان.

## خلفية
في عام 633، غزا المسلمون أراضي الإمبراطوريتين البيزنطية والساسانية. بحلول عام 637، فتح المسلمون العاصمة الساسانية طيسفون، وكل العراق، وأجزاء كبيرة من سوريا. بعد عام واحد، غزوا خوزستان الساسانية، والتي كانت تحت إمرة الهرمزان، الذي كان قد انسحب بعد سقوط طيسفون إلى الأهواز، واستخدمها كقاعدة له في غاراته ضد الجيش الإسلامي. دعمه الملك الساساني يزدجرد الثالث (632-651) في هذه الغارات، واعتقد أنه من الممكن استعادة الأراضي التي فتحها المسلمون. 
هُزم الهرمزان في النهاية وطلب السلام، وهو ما قبله المسلمون مقابل الجزية. ومع ذلك، سرعان ما خان الهرمزان المسلمين وتوقف عن دفع الجزية، لكنه هُزم مرة أخرى، بينما تم فتح مدن خوزستان ببطء واحدة تلو الأخرى. في وقت لاحق في عام 641، بعد الهزيمة في رامز، هرب الهرمزان إلى تستر، وهُزم بالقرب من المدينة، لكنه مع ذلك تمكن من الوصول إليها، في حين قُتل 900 من رجاله، وتم أسر 600 آخرين.  وضرب الجيش الإسلامي الحصار على المدينة.

## الحصار
كانت تستر محصنة بشكل جيد بسبب الأنهار والقنوات التي أحاطت بها من جميع الجهات تقريبًا. هناك روايات عديدة لكيفية الاستيلاء على المدينة؛ بحسب الطبري، أثناء الحصار، ذهب منشق إيراني يدعى سينا إلى النعمان وطالبه بالإبقاء على حياته مقابل مساعدته في كيفية شق طريق إلى المدينة. وافق النعمان، فقال له سينا: «هاجم عبر منبع الماء، وستفتح المدينة». 
فعل النعمان ما قاله له، وقاد البراء بن مالك فرقة صغيرة إلى المدينة وتمكن من التسلل وفتح بوابة تستر. تراجع الهرمزان إلى قلعة المدينة وواصل مقاومته، لكنه اضطر في النهاية إلى الاستسلام.   بحسب البلاذري، خلال الحصار، انشق إلى الجيش الإسلامي مجموعة من النخب الإيرانية المحترفة تحت قيادة سياه الأسواري والمعروفين باسم الأساورة.  ويقال إن شقيق الهرمزان شهريار كان من ضمن الأساورة. 

## النتائج
بعد هزيمته، تم أسر الهرمزان وإرساله إلى المدينة المنورة، بينما واصل الجيش الإسلامي فتح فارس. اعتنق الهرمزان الإسلام.  وبعد مقتل الخليفة عمر بن الخطاب، قتل عبيد الله بن عمر الهرمزان بأبيه.  بحلول عام 651، كانت معظم إيران تحت سيطرة المسلمين، وتم اغتيال يزدجيرد الثالث بأوامر من خادمه ماهو سوري، الذي شغل منصب مرزبان مرو. في عام 654، كانت فارس كلها قد دخلت في الإسلام.

## إكتشاف جسدالنبي دانيال
يُقال أن المسلمين وجدوا جسد النبي دانيال في تستر عند فتحها فأمر أمير المؤمنين عمر رضي الله عنه الصحابة أن يدفنوه ، ويعمّوا على الناس قبره ؛ لئلا يفتنوا به .
فقد ذكر إبن كثير في كتاب قصص الأنبياء: وَقَالَ يُونُسُ بْنُ بُكَيْرٍ عَنْ مُحَمَّدِ بْنِ إِسْحَق عَن أبي خَالِدِ بْنِ دِينَارٍ، حَدَّثَنَا أَبُو الْعَالِيَةِ قَالَ: لَمَّا افْتَتَحْنَا تُسْتَرَ وَجَدْنَا فِي مَالِ بَيْتِ الْهُرْمُزَانِ سَرِيرًا عَلَيْهِ رَجُلٌ مَيِّتٌ عِنْدَ رَأْسِهِ مصحف، فأخذنا الْمُصحف فحملناه إِلَى عُمَرَ بْنِ الْخَطَّابِ فَدَعَا لَهُ كَعْبًا فَنَسَخَهُ بِالْعَرَبِيَّةِ، فَأَنَا أَوَّلُ رَجُلٍ مِنَ الْعَرَبِ قَرَأَهُ، قَرَأْتُهُ مِثْلَ مَا أَقْرَأُ الْقُرْآنَ هَذَا.
فَقُلْتُ لِأَبِي الْعَالِيَةِ: مَا كَانَ فِيهِ؟ قَالَ: سِيَرُكُمْ وَأُمُورُكُمْ وَلُحُونُ كَلَامِكُمْ وَمَا هُوَ كَائِنٌ بَعْدُ.
قُلْتُ: فَمَا صَنَعْتُمْ بِالرَّجُلِ؟ قَالَ: حَفَرْنَا بِالنَّهَارِ ثَلَاثَةَ عَشَرَ قَبْرًا مُتَفَرِّقَةً، فَلَمَّا كَانَ بِاللَّيْلِ دَفَنَّاهُ وَسَوَّيْنَا الْقُبُورَ كُلَّهَا لِنُعَمِّيَهُ عَلَى النَّاسِ فَلَا يَنْبِشُونَهُ قُلْتُ: فَمَا يَرْجُونَ مِنْهُ، قَالَ: كَانَتِ السَّمَاءُ إِذَا حُبِسَتْ عَنْهُمْ بَرَزُوا بِسَرِيرِهِ فَيُمْطَرُونَ قُلْتُ مَنْ كُنْتُمْ تَظُنُّونَ الرَّجُلَ؟ قَالَ: رَجُلٌ يُقَالُ لَهُ دَانْيَالُ.
قُلْتُ: مُنْذُ كَمْ وَجَدْتُمُوهُ قَدْ مَاتَ؟ قَالَ: مُنْذُ ثَلَاثِمِائَةِ سَنَةٍ.
قلت: مَا تغير مِنْهُ شئ قَالَ: إِلَّا شَعَرَاتٌ مِنْ قَفَاهُ، إِنَّ لُحُومَ الْأَنْبِيَاءِ لَا تُبْلِيهَا الْأَرْضُ وَلَا تَأْكُلُهَا السِّبَاعُ.
وَهَذَا إِسْنَادٌ صَحِيحٌ إِلَى أَبِي الْعَالِيَةِ، وَلَكِنْ إِنْ كَانَ تَارِيخُ وَفَاتِهِ مَحْفُوظًا مِنْ ثَلَاثِمِائَةِ سَنَةٍ فَلَيْسَ بِنَبِيٍّ بَلْ هُوَ رَجُلٌ صَالِحٌ، لِأَنَّ عِيسَى بن مَرْيَمَ لَيْسَ بَيْنَهُ وَبَيْنَ رَسُولِ اللَّهِ صَلَّى اللَّهُ عَلَيْهِ وَسَلَّمَ نَبِيٌّ بِنَصِّ الْحَدِيثِ الَّذِي فِي الْبُخَارِيِّ، وَالْفَتْرَةُ الَّتِي كَانَتْ بَيْنَهُمَا أَرْبَعُمِائَةِ سَنَةٍ، وَقِيلَ سِتُّمِائَةٍ وَقِيلَ سِتُّمِائَةٍ وَعِشْرُونَ سَنَةً، وَقَدْ يَكُونُ تَارِيخُ وَفَاتِهِ مِنْ ثَمَانِمِائَةِ سَنَةٍ وَهُوَ قَرِيبٌ مِنْ وَقْتِ دَانْيَالَ، إِنْ كَانَ كَوْنُهُ دَانْيَالَ هُوَ الْمُطَابِقَ لِمَا فِي نَفْسِ الْأَمْرِ، فَإِنَّهُ قَدْ يَكُونُ رَجُلًا آخَرَ إِمَّا مِنَ الْأَنْبِيَاءِ أَوِ الصَّالِحِينَ، وَلَكِنْ قَرُبَتِ الظُّنُونُ أَنَّهُ دَانْيَالُ لِأَنَّ دَانْيَالَ كَانَ قَدْ أَخَذَهُ مَلِكُ الْفُرْسِ فَأَقَامَ عِنْدَهُ مَسْجُونًا كَمَا تَقَدَّمَ.
وَقَدْ رُوِيَ بِإِسْنَادٍ صَحِيحٍ إِلَى أَبِي الْعَالِيَةِ أَنَّ طُولَ أَنْفِهِ شِبْرٌ، وَعَنْ أَنَسِ بْنِ مَالِكٍ بِإِسْنَادٍ جَيِّدٍ أَنَّ طُولَ أَنْفِهِ ذِرَاعٌ، فَيَحْتَمِلُ عَلَى هَذَا أَنْ يَكُونَ رَجُلًا مِنَ الانبياء الاقدمين قبل هَذِه المدد.
وَالله تَعَالَى أَعْلَمُ.
وَرَوَى ابْنُ أَبِي الدُّنْيَا مِنْ غَيْرِ وَجْهٍ أَنَّ أَبَا مُوسَى لَمَّا وَجَدَهُ وَذَكَرُوا لَهُ أَنَّهُ دَانْيَالُ الْتَزَمَهُ وَعَانَقَهُ وَقَبَّلَهُ، وَكَتَبَ إِلَى عُمَرَ يَذْكُرُ لَهُ أَمْرَهُ وَأَنَّهُ وَجَدَ عِنْدَهُ مَالًا مَوْضُوعًا قَرِيبًا مِنْ عَشَرَةِ آلَافِ دِرْهَمٍ، وَكَانَ مَنْ جَاءَ اقْتَرَضَ مِنْهَا فَإِنْ رَدَّهَا وَإِلَّا مَرِضَ وَأَنَّ عِنْدَهُ رَبْعَةً فَأَمَرَ عُمَرُ بِأَنْ يُغْسَلَ بِمَاءٍ وَسِدْرٍ وَيُكَفَّنَ وَيُدْفَنَ وَيُخْفَى قَبْرُهُ فَلَا يَعْلَمُ بِهِ أَحَدٌ، وَأَمَرَ بِالْمَالِ أَنْ يُرَدَ إِلَى بَيْتِ الْمَالِ وَبِالرَّبْعَةِ فَتُحْمَلُ إِلَيْهِ وَنَفَلَهُ خَاتَمَهُ.
وروى البيهقي في كتاب دلائل النبوة: أَخْبَرَنَا أَبُو عَبْدِ اللهِ الْحَافِظُ، قَالَ: حَدَّثَنَا أَبُو الْعَبَّاسِ: مُحَمَّدُ بْنُ يَعْقُوبَ، قَالَ: حَدَّثَنَا أَحْمَدُ بْنُ عَبْدِ الْجَبَّارِ، قَالَ: حَدَّثَنَا يُونُسُ بْنُ بُكَيْرٍ، عَنْ أَبِي خَلْدَةَ: خَالِدِ بْنِ دِينَارٍ، قَالَ: حَدَّثَنَا أَبُو الْعَالِيَةِ قَالَ: لَمَّا افْتَتَحْنَا «تُسْتَرَ» وَجَدْنَا فِي بَيْتِ مَالِ «الْهُرْمُزَانِ» سَرِيرًا عَلَيْهِ رَجُلٌ مَيِّتٌ، عِنْدَ رَأْسِهِ مُصْحَفٌ لَهُ، فَأَخَذْنَا الْمُصْحَفَ، فَحَمَلْنَاهُ إِلَى عُمَرَ بْنِ الْخَطَّابِ، فَدَعَا لَهُ كَعْبًا فَنَسَخَهُ بِالْعَرَبِيَّةِ، أَنَا أَوَّلُ رَجُلٍ مِنَ الْعَرَبِ، قَرَأَهُ، قَرَأْتُهُ مِثْلَ مَا أَقْرَأُ الْقُرْآنَ هَذَا. فَقُلْتُ لِأَبِي الْعَالِيَةِ: مَا كَانَ فِيهِ؟ فَقَالَ:
سِيرَتُكُمْ، وَأُمُورُكُمْ، وَدِينُكُمْ، وَلُحُونُ كَلَامِكُمْ، وَمَا هُوَ كَائِنٌ بَعْدُ. قُلْتُ:
فَمَا صَنَعْتُمْ بِالرَّجُلِ؟ قَالَ حَفَرْنَا بِالنَّهَارِ ثَلَاثَةَ عَشَرَ قَبْرًا مُتَفَرِّقَةً، فَلَمَّا كَانَ فِي اللَّيْلِ دَفَنَّاهُ وَسَوَّيْنَا الْقُبُورَ كُلَّهَا، لِنُعَمِّيَهُ عَلَى النَّاسِ لَا يَنْبُشُونَهُ، فَقُلْتُ وَمَا تَرْجُونَ مِنْهُ؟ قَالَ: كَانَتِ السَّمَاءُ إِذَا حُبِسَتْ عَلَيْهِمْ بَرَزُوا بِسَرِيرِهِ فَيُمْطَرُونَ.
قُلْتُ: مَنْ كُنْتُمْ تَظُنُّونَ الرَّجُلَ؟ قَالَ: رَجُلٌ يُقَالُ لَهُ: دَانْيَالُ فَقُلْتُ مُنذْ كَمْ وَجَدْتُمُوهُ مَاتَ؟ قَالَ: مُنذْ ثَلَاثِمِائَةِ سَنَةٍ. فَقُلْتُ : مَا كان تغيّر شيئا؟ قَالَ:
لَا، إِلَّا شُعَيْرَاتٌ مِنْ قَفَاهُ، إِنَّ لُحُومَ الْأَنْبِيَاءِ لَا تُبْلِيهَا الْأَرْضُ، وَلَا تَأْكُلُهَا السِّبَاعُ.
و ذكر إبن تيمية في مجموع الفتاوي: وَلَمَّا ظَهَرَ قَبْرُ دَانْيَالَ بتستر كَتَبَ فِيهِ أَبُو مُوسَى إلَى عُمَرَ بْنِ الْخَطَّابِ - رَضِيَ اللَّهُ عَنْهُ - فَكَتَبَ إلَيْهِ عُمَرُ إذَا كَانَ بِالنَّهَارِ فَاحْفِرْ ثَلَاثَةَ عَشَرَ قَبْرًا ثُمَّ ادْفِنْهُ بِاللَّيْلِ فِي وَاحِدٍ مِنْهَا وَعَفِّرْ قَبْرَهُ لِئَلَّا يَفْتَتِنَ بِهِ النَّاسُ